# 福井県学習コミュニティ推進協議会
福井県学習コミュニティ推進協議会（ふくいけんがくしゅうコミュニティすいしんきょうぎかい）は、福井県内の7校の高等教育機関が参加する大学間連携事業である。
英称の Fukui Learning Community Consortium を略して、Fレックスとも呼ばれる。
2008年度（平成20年度）の文部科学省戦略的大学連携支援事業としてスタートした。

## 概要
福井県内の7つの大学・短大・高専が連携して、相互の学習環境を向上させる目的で発足した。「学習コミュニティ」をキーワードに、ICTを用いて学習環境を整えることを目標としている。参加校の教員・学生は自由にSNS・LMSにアクセスできる。また、地域住民（福井県民）も申請により参加が可能である。2008年（平成20年）から2010年（平成22年）までの3年間は文部科学省戦略的大学連携支援事業として実施。これまで、年２回のシンポジウム、毎月１回の研究会を継続的に実施しており、福井県の高等教育機関における学習環境改善に大きく寄与している。

## 参加校
Fレックスは以下の7校からなる。
- 福井県立大学
- 福井工業大学
- 仁愛大学
- 仁愛女子短期大学
- 敦賀短期大学
- 福井医療短期大学
- 福井工業高等専門学校

なお、福井県内の高等教育機関には上記7校のほかにも福井大学があるが、2010年4月現在、このプロジェクトには不参加となっている（福井大学では、教員・学生個人レベルでの参加はある）。

## チーム
Fレックス内部でのチーム。構成員はいずれか（もしくは複数）のチームに所属することとなる。

### FDチーム
- 教員の教授能力を高めるためのチーム。7大学合同の教員向けセミナーなどを開催している。

### 学習チーム
- LMSなどを利用して、各分野の学習コミュニティを育成する。

### 地域チーム
- 大学などが地域に向けて行う公開講座などに関する事項を取り扱う。参加校の公開講座一覧を作成し、地域住民に提供するなどの活動を行う。

### 学生チーム
- ほかの4つのチームとは違い、学生がメインとなっているチーム。大学を超えた学生の交流や共同イベントの発案などを行う。

### 基盤チーム
- Fレックスの基幹となるSNSやLMSを整備するチーム。参加校の情報関連の教員が中心となっている。

## 組織
福井県学習コミュニティ推進協議会は、Fレックスに参加している各大学・高専から代表者で構成され、Fレックスの運営に関して議論し方針を決定する。実際の活動は各機関の担当者で構成されたチームで実施され活動はボトムアップに行われるが、Fレックスの活動は各機関のトップの承認を受けており、トップダウンとボトムアップの長所をそれぞれ併せ持っている。Fレックスは福井県が主催している、各機関のトップが所属する大学連携リーグという枠組みの中で活動をしている。